# آفیمیکو پولولو
آفیمیکو پولولو (انگلیسی: Afimico Pululu؛ زادهٔ ۲۳ مارس ۱۹۹۹) بازیکن فوتبال اهل سوئیس است.
از باشگاه‌هایی که در آن بازی کرده‌است می‌توان به باشگاه فوتبال بازل اشاره کرد.
در سال ۲۵-۲۰۲۴ او در لیگ کنفرانس اروپا آقای گل شد